# Slangenden
De slangenden of apenboom (Araucaria araucana) is een conifeer die van nature groeit in het zuiden van Chili en het zuidwesten van Argentinië. Het is een altijdgroene boom die tot 40 m hoog kan worden en een stamomtrek van 1,5 m kan bereiken. De boom wordt ook wel apentreiter, apenpuzzel, kandelaarden of apenverdriet genoemd.

## Beschrijving

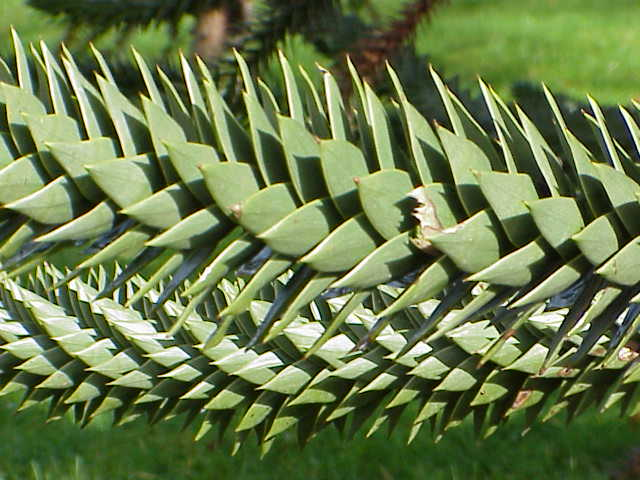
Naalden

De naalden zijn schubachtig, dik, driehoekig en scherp. Ze zijn ongeveer 3–5 cm lang en blijven lange tijd (tot vijftien jaar) op de door de naalden bedekte takken. Uiteindelijk verdorren de naalden en komen de takken bloot te liggen.
De mannelijke en vrouwelijke delen zijn te vinden op verschillende bomen (tweehuizig), sommige exemplaren zijn echter eenhuizig. De vrouwelijke kegels zijn bolvormig en kunnen zo groot als een kleine voetbal worden, en bevatten eetbare zaden; deze zaden worden in Chili op grote schaal geoogst. Mannelijke kegels zijn kleiner en min of meer cilindrisch.

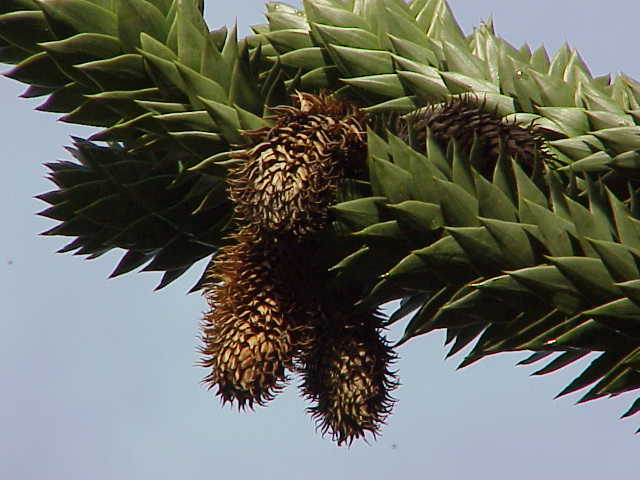
Mannelijke kegels

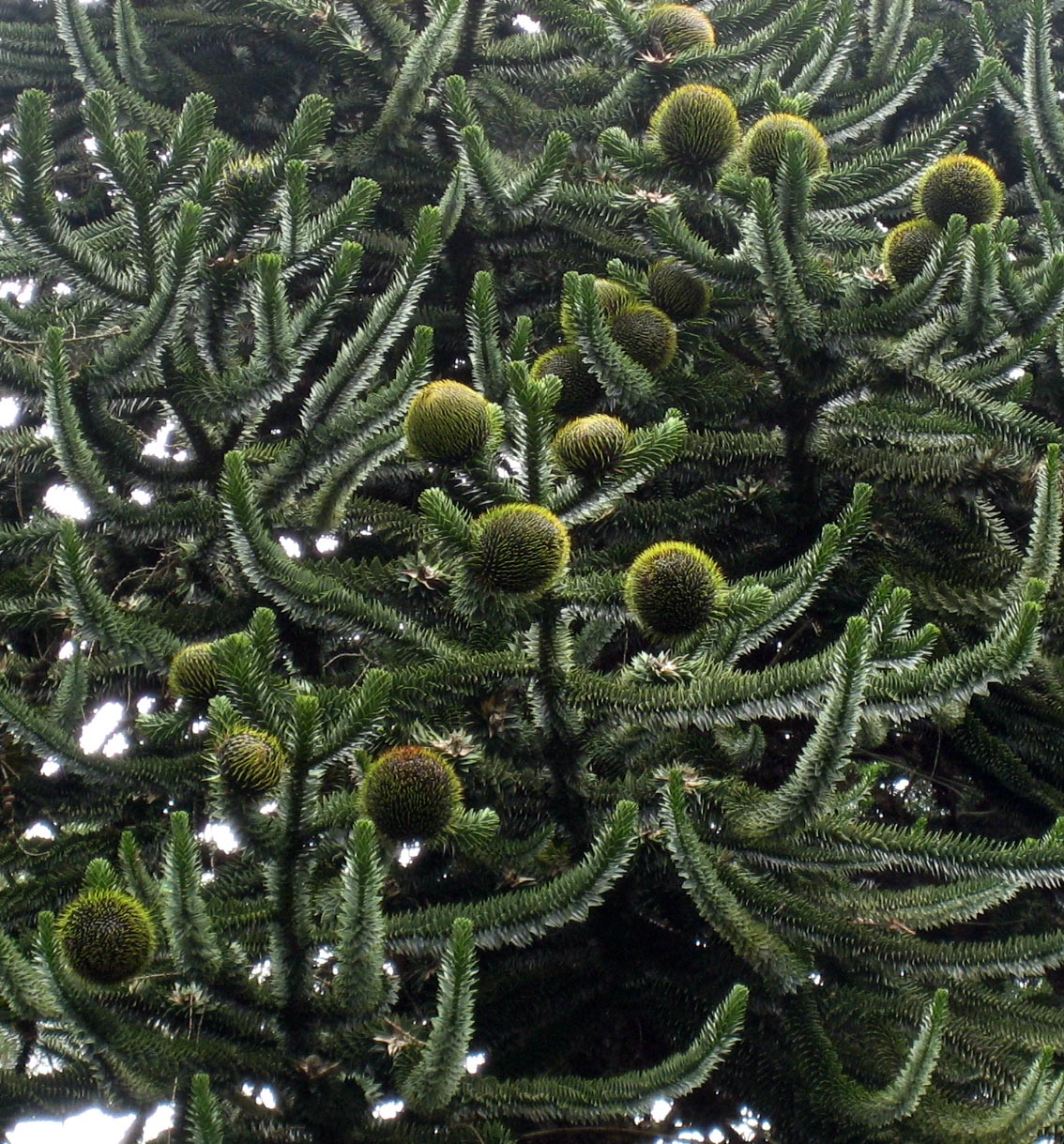
Vrouwelijke kegels

Het is bekend dat sommige apenbomen 50 m hoog kunnen worden met een stamdiameter van ongeveer 2 m en meer dan 1000 jaar oud kunnen worden.
De apenboom is ook sterk aangepast aan vuur en bosbranden, branden zijn door vulkanisme en menselijke activiteit niet ongewoon in zijn natuurlijk areaal. Zo heeft de apenboom een dikke schors ontwikkeld als bescherming tegen brand.
Betrekkelijk jonge bomen (zoals veel exemplaren die aangeplant zijn in België en Nederland in de jaren zeventig) hebben een symmetrische vorm en hebben over de hele stam takken, oudere bomen hebben vaak enkel nog een kruin aan de top van de boom; dit is bijzonder opvallend bij sommige wilde exemplaren.

## Naamgeving
De naam 'apenboom' is een vertaling uit het Engels. In het Engels heet de boom 'Monkey puzzle tree', omdat een van de eerste Westerlingen die de vreemde boom met scherpe naalden zag, zei: 'Climbing this tree would puzzle a monkey...'
De wetenschappelijke naam van deze boom en het geslacht waar hij zich in bevindt is genoemd naar de Arauco-indianen van centraal Chili en Zuidwest-Argentinië in wier gebied de boom voorkomt. In Argentinië en Chili wordt de boom Péhuen genoemd.

## Bedreiging
Door houtkap zijn de wilde populaties van apenbomen sterk uitgedund. De boom heeft sinds 1976 wel de status van natuurmonument in Chili, en het kappen van deze boom is dus ook verboden; maar in de praktijk worden ze nog vaak illegaal gekapt. Ook bosbranden, die normaal een belangrijke rol spelen voor deze boom, tasten de al sterk geslonken populaties nog verder aan.
Tot 2000 had de apenboom ‘kwetsbaar’ als status, sinds 2013 is ze officieel bedreigd.

## Slangendennen in België en Nederland
Door de symmetrische, opvallende takken is deze boom in de 20e eeuw een echte modeboom geworden en is veel aangeplant (tot in de jaren zeventig). Overal kan men wel ergens in een voortuin een apenboom zien.